# ロバート・ヴェンチューリ

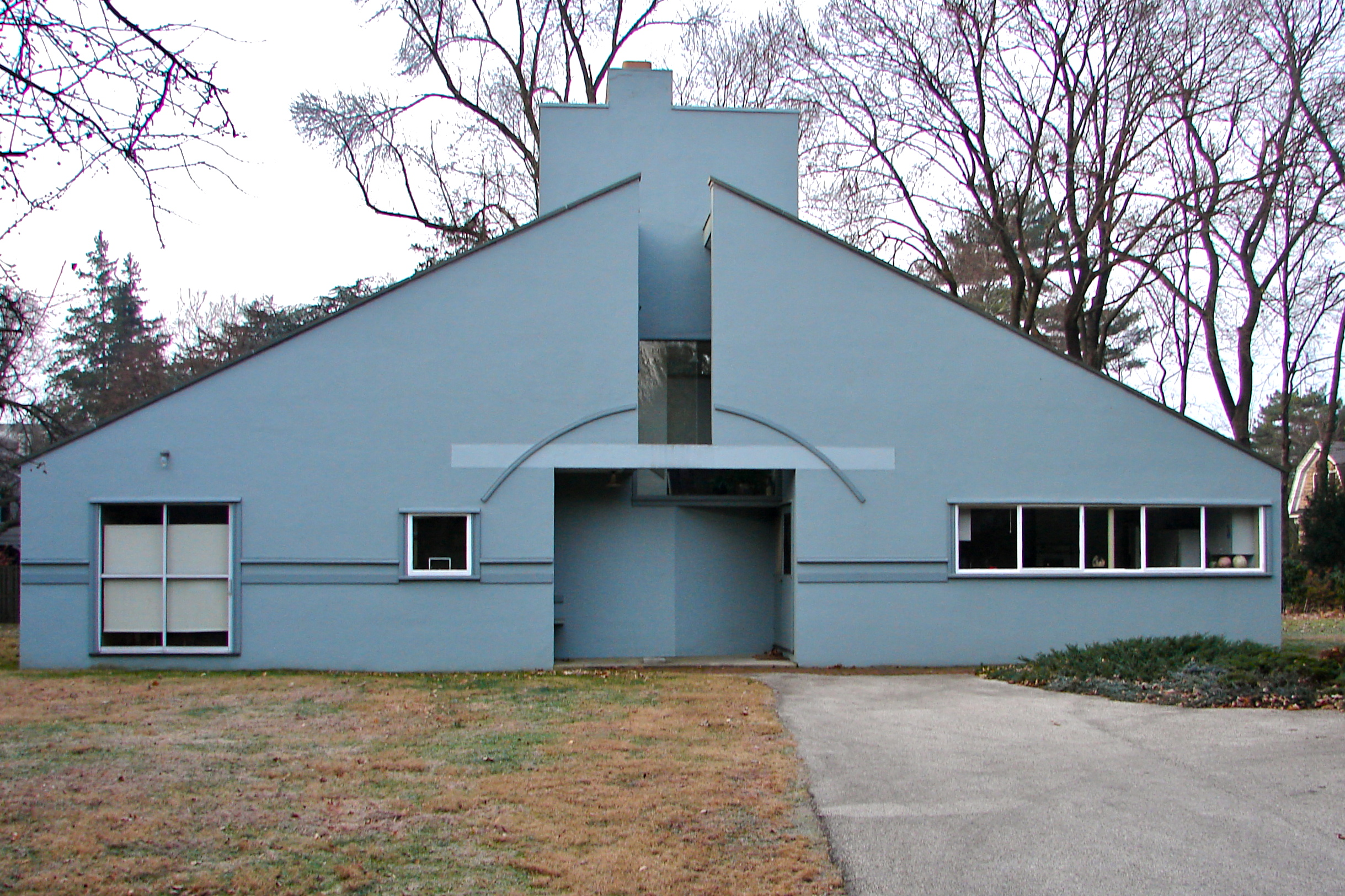
母の家

ロバート・チャールズ・ヴェンチューリ・ジュニア（Robert Charles Venturi Jr. 1925年6月25日 - 2018年9月18日）は、アメリカ合衆国の建築家。ヴェンチューリ・スコット・ブラウン・アンド・アソシエイツ事務所の創立者であり、20世紀を代表する建築家のひとりとして知られる。
ヴェンチューリは、妻であり仕事上のパートナーでもあるデニス・スコット・ブラウンとともに、建築家・プランナー・学生が建築やアメリカの建築環境について経験し、考える手段をかたち作ることに貢献した。彼らの建築・計画・論考・教育はまた、建築に関する言説の拡大に寄与した。
主著『建築の多様性と対立性』（Complexity and Contradiction in Architecture、1966年）、『ラスベガス』（Learning from Las Vegas、共著 1972年）などにおいて、禁欲的に装飾を否定したモダニズム建築を批判し、ポストモダンを提唱した。またミース・ファン・デル・ローエの標語 "Less is more" （少ないほど、豊かである）を "Less is a bore'"（少ないほど、退屈である）と皮肉った。スコット・ブラウンとともにフィラデルフィアに在住した。

## 生い立ち・経歴
フィラデルフィアにて、父ロバート・ヴェンチューリ・シニア、母ヴァンナ・ヴェンチューリのもと誕生した。クエーカー教徒として育てられる。ペンシルベニア州メリオンのエピスコパル・アカデミーに通った。1947年にプリンストン大学を最優等（summa cum laude）で卒業した。在学中、彼はファイ・ベータ・カッパ協会会員に選ばれ、建築家としてダマト賞（D'Amato Prize）を受賞した。1950年に美術学修士を取得。プリンストン大学ではボザール様式の教育的枠組みのもと挑発的なデザインスタジオを提供していた教授、ジーン・ラバトゥ（Jean Labatut）の下で教育を受けた。このことは彼が様式的な用語ではなく、分析的な用語で語られる、建築史と商業建築から引き出された、建築理論とデザインに対するアプローチを発展させる上で重要な要素となった。1951年、ミシガン州ブルームフィールドヒルズにてエーロ・サーリネンの下で短期間働いたのちフィラデルフィアのルイス・カーンの下に移る。1954年にローマ・アメリカン・アカデミーの主催するローマ賞フェローシップを受賞し、ヨーロッパで2年間遊学した。
1959年から1967年までペンシルベニア大学に職を得て、カーンのティーチング・アシスタント、講師、のちに准教授として勤務する。1960年、同僚教員であった建築家、プランナーのデニス・スコット・ブラウンと知り合う。同大学を退いたのちイェール建築学校で教鞭をとり、2003年にはハーバード大学デザイン大学院でスコット・ブラウンとともに客員講師を務めた。2018年9月18日にアルツハイマー病の合併症で死去。享年93歳。

## 建築理論
ヴェンチューリは、モダニズム建築のいくつかの前提に疑問を投げかけた最初の建築家のひとりであり、不注意に機能主義的で、象徴的な意味において空虚である建築を趣とする近代建築運動に対する、論議を醸す批判者となった。1966年に「穏やかなマニフェスト（gentle manifesto）」として『建築の多様性と対立性』（Complexity and Contradiction in Architecture）を上梓する。ヴィンセント・スカーリーは同書を建築理論について書かれた本としてはル・コルビュジエの『建築をめざして』以来の名著であると評価した。この著作はヴェンチューリがペンシルバニア大学で行った講義に由来するもので、グラハム財団（Graham Foundation）の補助金制度を利用して制作された。同書は多数の実例を引用することで、建築の構成と多様性を理解するためのアプローチ、そしてその結果として得られる豊かさと面白さを示した。ヴェンチューリは先端的な資料だけでなくヴァナキュラーな資料も引用しつつ、ミケランジェロ・ブオナローティ、アルヴァ・アールトといったよく知られた建築家やフランク・ファーネス、エドウィン・ラッチェンスといった当時忘却されていた建築家の作品から新たな教訓を導き出そうとした。彼は、当時流行していた図式化された様式ではなく「複雑な全体」を主張し、彼自身の作品の例を含めてそのような技術の応用の可能性を示した。同書は現在までに18言語に翻訳されている。

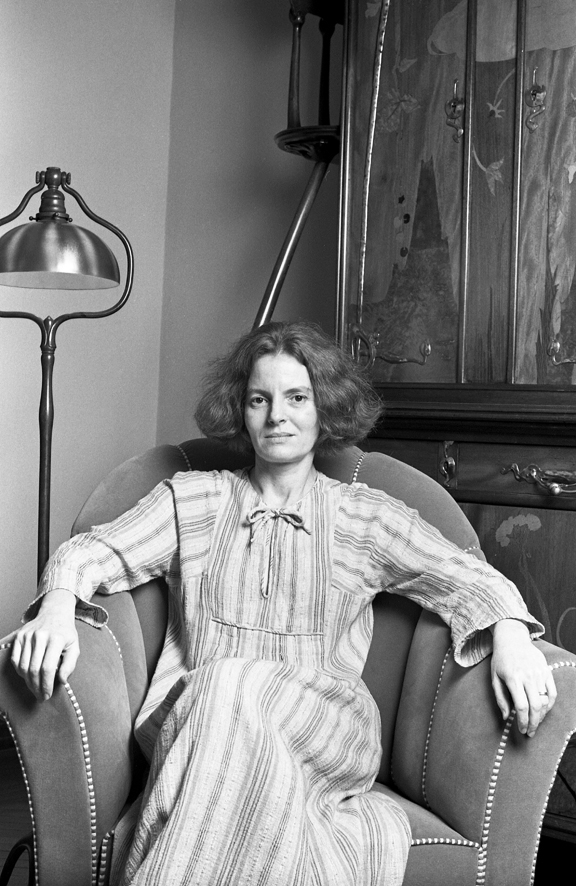
デニス・スコット・ブラウン。ヴェンチューリの配偶者であり、ビジネスパートナーでもあった。

ヴェンチューリはラディカルな発想を有する理論家・デザイナーとしてたちまち評価され、1960年代中葉にはイェール大学建築学部の一連のスタジオ科目にて教鞭をとった。これらの中で最も有名なものは1968年に行われた、ヴェンチューリとスコット・ブラウンがスティーブン・アイゼナワーとともに、学生チームを率いてラスベガス・ストリップを記録し、分析したプロジェクトである。この主題は、本格的な研究プロジェクトの対象としては、想像しうる中で最も可能性の低いものであろう。1972年、ヴェンチューリらは二つ折り本の『A&P駐車場の意味、あるいはラスベガスから学ぶこと』（A Significance for A&P Parking Lots, or Learning from Las Vegas）を出版した。 これは、新しい理論のための箔として学生の作品を使用して改訂され、1977年に『ラスベガスから学ぶこと：建築の形態における忘れられた象徴主義』（Learning from Las Vegas: the Forgotten Symbolism of Architectural Form）として再出版された。この2つめのマニフェストは、正統派モダニズムとエリート建築家の嗜好に対するさらに刺激的な糾弾であった。この本は「あひる」と「装飾された小屋」という用語を用いて、同地における建築を体現する2つの優勢な方法論の説明をした。ヴェンチューリ、スコット・ブラウン、ジョン・ラウチ（John Rauch）の作品は後者の方法論を採用し、シンプルな構造に豊かで複雑、しばしば衝撃的な装飾を施した「装飾された小屋」を建築した。ヴェンチューリ夫妻はその後も数冊の本を共同執筆しているが、もっとも影響力のあるのはこの2冊である。

## 建築作品

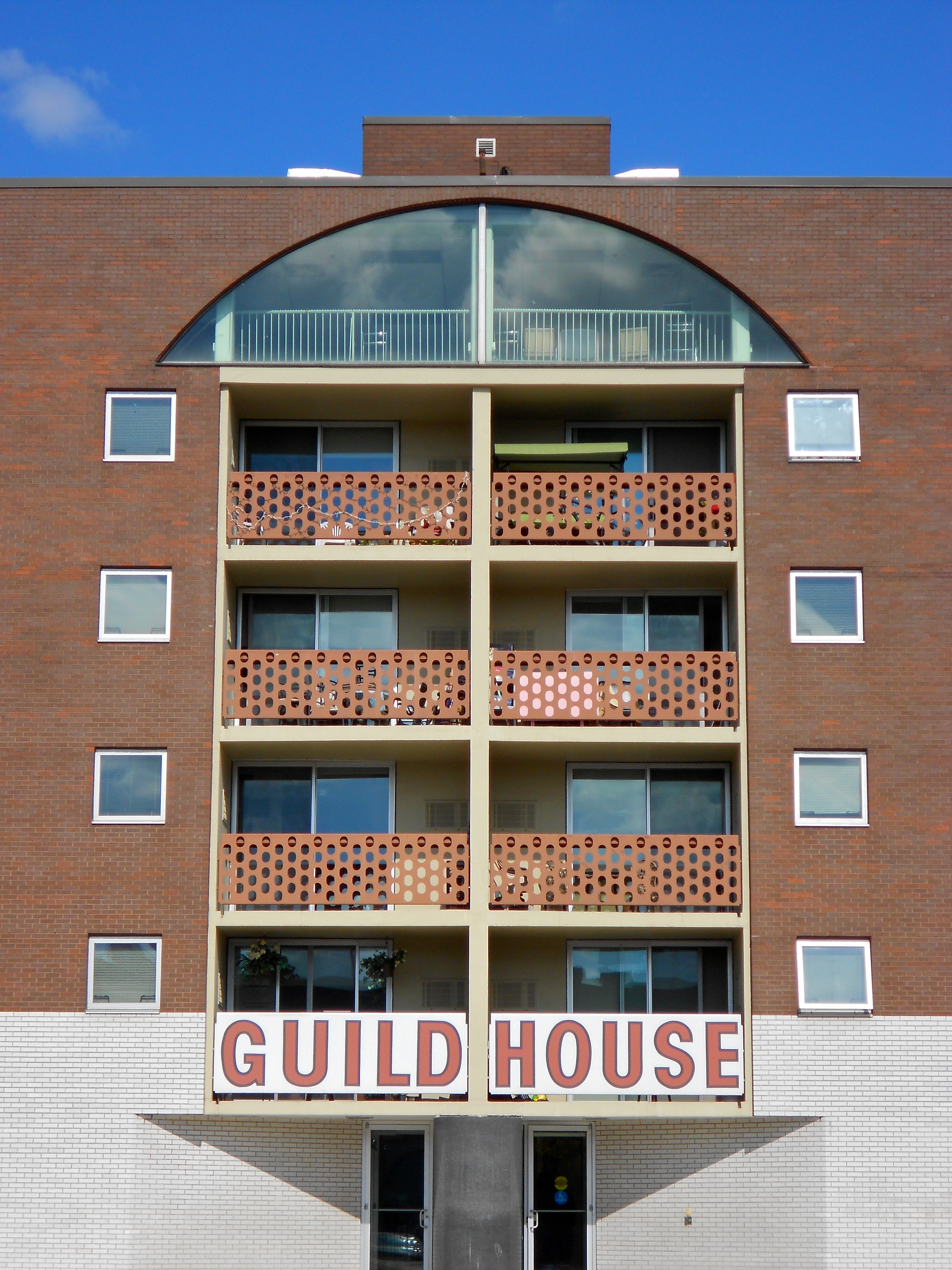
ギルド・ハウス。1964年施工。

ヴェンチューリの建築は、今日では彼の理論書ほど馴染み深いものではないかもしれない。しかし、彼の作品はアメリカの建築を、1960年代に広く実践された、往々にして陳腐なモダニズム建築から、建築史からの教訓を率直に引き出し、アメリカの都市の日常的な文脈に対応した、より探求的なデザインアプローチへと方向転換させるのに役立った。ヴェンチューリの建築は典型的に、建築のシステム、要素、目的を並置することで、しばしばプロジェクトや敷地に内在する対立を認めている。このような「包括的」なアプローチは、すべての要素を完結した柔軟性のない構造として解決し、統一しようとする―そのようにしてできた建築は単純性を重視し、機能的ではないことも多かった―典型的なモダニストの努力とは対照的であった。ヴェンチューリの初期のキャリアにおける多様な建築物は、ノースペン派出看護婦本部（North Penn Visiting Nurses Headquarters）のような「不純」な形態、「母の家」のような明らかに無造作な非対称性、「リーブ・ハウス」（Lieb House）のようなポップなスーパーグラフィックスと幾何学的図形の採用などのように、当時の建築家の仕事に驚くべき選択肢を提供していた。

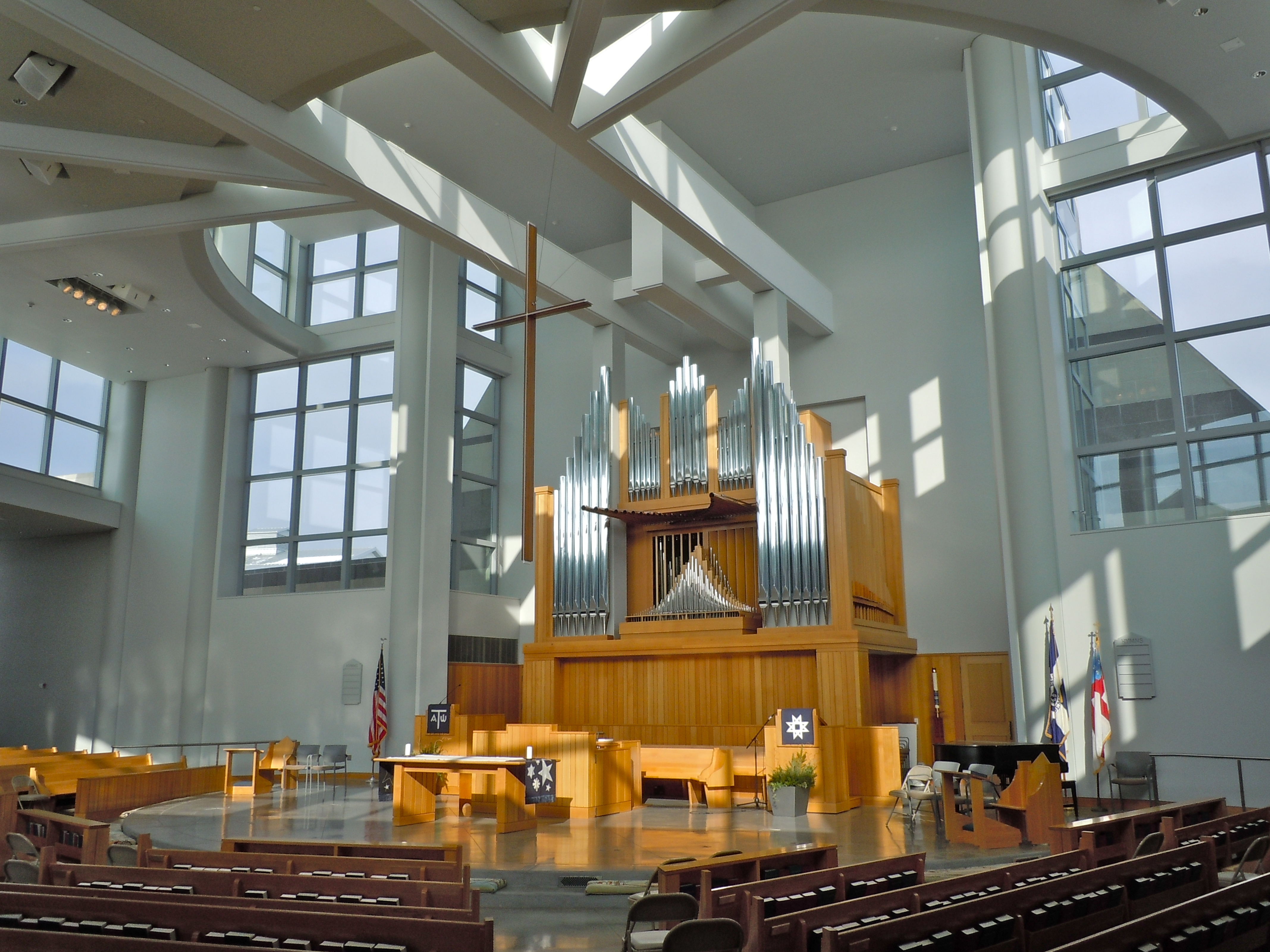
ペンシルバニア州、エピスコパル・アカデミーのチャペル。2010年撮影。

ヴェンチューリは1960年、ウィリアム・ショート（William Short）とともにヴェンチューリ・アンド・ショート（Venturi and Short）事務所を設立した。建築デザインにおいてヴェンチューリはミケランジェロ・ブオナローティやアンドレーア・パッラーディオといった初期の巨匠、ル・コルビュジエ、アルヴァ・アールト、ルイス・I・カーン、エーロ・サーリネンといった近現代の巨匠に影響を受けている。1964年からはジョン・ラウチがパートナーとなり、それにともない事務所名も「ヴェンチューリ・アンド・ラウチ」（Venturi and Rauch）に変更された。ヴェンチューリは1967年7月23日、カリフォルニア州サンタモニカでデニス・スコット・ブラウンと結婚した。1969年にはスコット・ブラウンも事務所に加入し、プランニングの責任者となった。1980年には事務所名が「ヴェンチューリ・ラウチ・アンド・スコット・ブラウン」（Venturi, Rauch, and Scott Brown）に変更された。1989年にラウチが事務所を脱退すると、事務所名は「ヴェンチューリ・スコット・ブラウン・アンド・アソシエイツ」（Venturi, Scott Brown, and Associates）となった。フィラデルフィア州マネイアンクを拠点とする同事務所は、1985年にアメリカ建築家協会の建築事務所賞を獲得した。
1960年代後期の「母の家」における切断された切妻屋根、「ギルド・ハウス」の分割された円弧型の窓、断続的な蛇腹層の普及にはじまり、ヴェンチューリの建築は世界的な影響力を有した。Trubek and Wislocki Housesに見られるような、ヴァナキュラーな建築様式に加えられた遊び心のあるバリエーションは、見慣れた形を受け入れつつも、変容させる新しい方法を提供した。オバーリン美術館（Oberlin Art Museum）とその研究棟に見られるファサードのデザインは、装飾的でありながらも抽象的な建物の垂直面の扱いを示しており、現代的でありながらもヴァナキュラー建築や歴史的な建築の要素を取り入れている。
ヴェンチューリはローマ・アメリカン・アカデミーおよびアメリカ建築家協会のフェロー、王立英国建築家協会の名誉フェローであった。ヴェンチューリに師事した特筆すべき建築家としてエイミー・ワインスタイン、ピーター・コリガンがいる。

## 作品

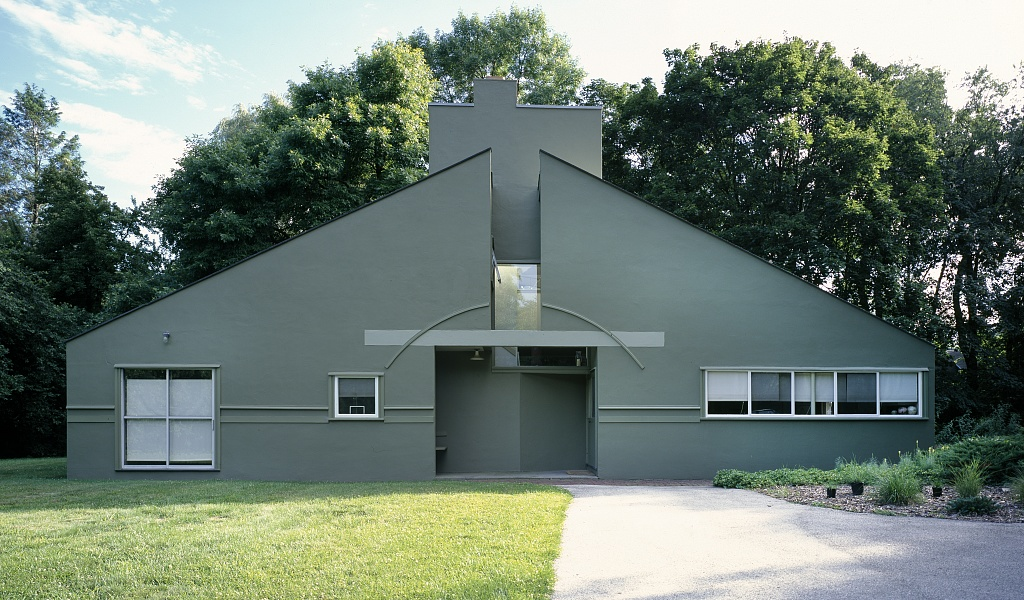
母の家
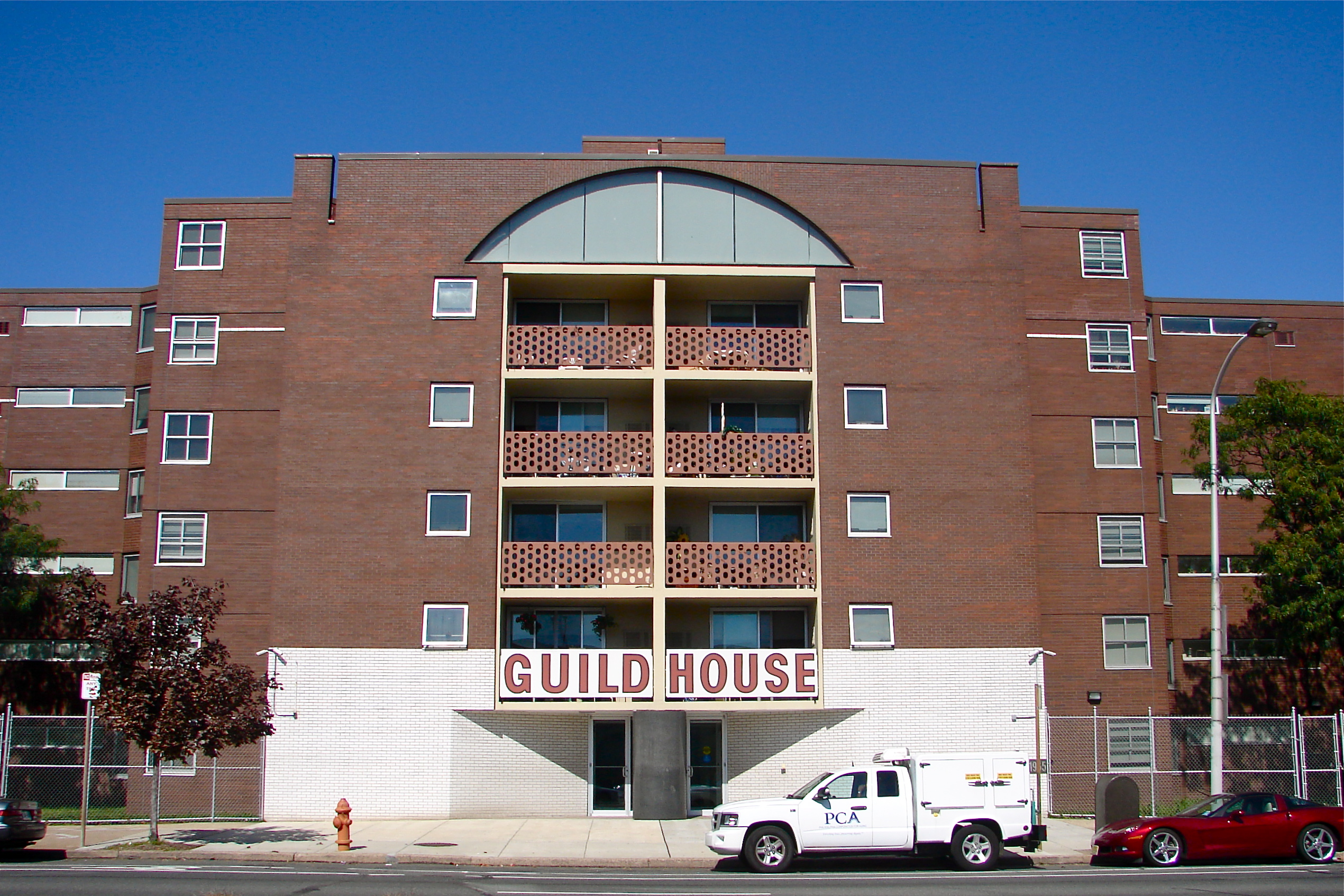
ギルド・ハウス

| 名称                                     | 年     | 都市                 | 州県               | 国             | 備考 |
| ---------------------------------------- | ------ | -------------------- | ------------------ | -------------- | ---- |
| 母の家（チェスナット・ヒルの住宅）       | 1963年 | チェスナット・ヒル   | ペンシルベニア州   | アメリカ合衆国 |      |
| ギルド・ハウス                           | 1963年 | フィラデルフィア     | ペンシルベニア州   | アメリカ合衆国 |      |
| リーブ・ハウス                           | 1967年 | バーナゲット・ライト | ニュージャージー州 | アメリカ合衆国 |      |
| 第4消防署                                | 1968年 | コロンバス           | インディアナ州     | アメリカ合衆国 |      |
| トゥルーベック邸とウィスロッキ邸         | 1971年 | ナンタケット         | マサチューセッツ州 | アメリカ合衆国 |      |
| ブラント邸                               | 1972年 | グリニッジ           | コネチカット州     | アメリカ合衆国 |      |
| ディクスウェル消防署                     | 1974年 | ニューヘイブン       | コネチカット州     | アメリカ合衆国 |      |
| アレン美術館増築                         | 1976年 | オーバリン           | オハイオ州         | アメリカ合衆国 |      |
| フランクリンコート                       | 1976年 | フィラデルフィア     | ペンシルベニア州   | アメリカ合衆国 |      |
| ベスト・プロダクツ・カタログショールーム | 1976年 | ラングホーン         | ペンシルベニア州   | アメリカ合衆国 |      |
| プリンストン大学ゴードン・ウー・ホール   | 1983年 | プリンストン         | ニュージャージー州 | アメリカ合衆国 |      |
| ナショナルギャラリー・セインズベリ棟     | 1991年 | ロンドン             |                    | イギリス       |      |
| シアトル美術館                           | 1991年 | シアトル             | ワシントン州       | アメリカ合衆国 |      |
| 旧メルパルク日光霧降                     | 1996年 | 日光市               | 栃木県             | 日本           |      |

- 母の家
- ギルド・ハウス

## 主な日本語文献
- ヴェンチューリー 『ラスベガス』 石井和紘・伊藤公文訳、鹿島出版会〈SD選書〉、1978年
- ヴェンチューリ 『建築の多様性と対立性』伊藤公文訳、鹿島出版会〈SD選書〉、1982年
- ヴェンチューリ  『建築のイコノグラフィーとエレクトロニクス』 安山宣之訳、鹿島出版会、1999年
- デイヴィッド・ゲバード／デボラ・ネヴィンズ 『図面で見るアメリカの建築家　ジェファソンからヴェンチューリまで』谷川正己・増山博文訳、鹿島出版会、1980年
- フレデリック・シュワルツ編『母の家　ヴェンチューリのデザインの進化を追跡する』三上祐三訳、鹿島出版会、1994年

## 受賞歴
1991年、建築家としてプリツカー賞を受賞した。彼はパートナーであるスコット・ブラウンを受賞者に加えるよう求めたものの、賞は単独のものとなった。後に、女性建築家のグループが彼女の名前を賞に遡って加えようと試みたが、審査員により拒否された。
1993年にベンジャミン・フランクリン・メダル、2016年にAIAゴールドメダルを受賞した。